# Tenebrario

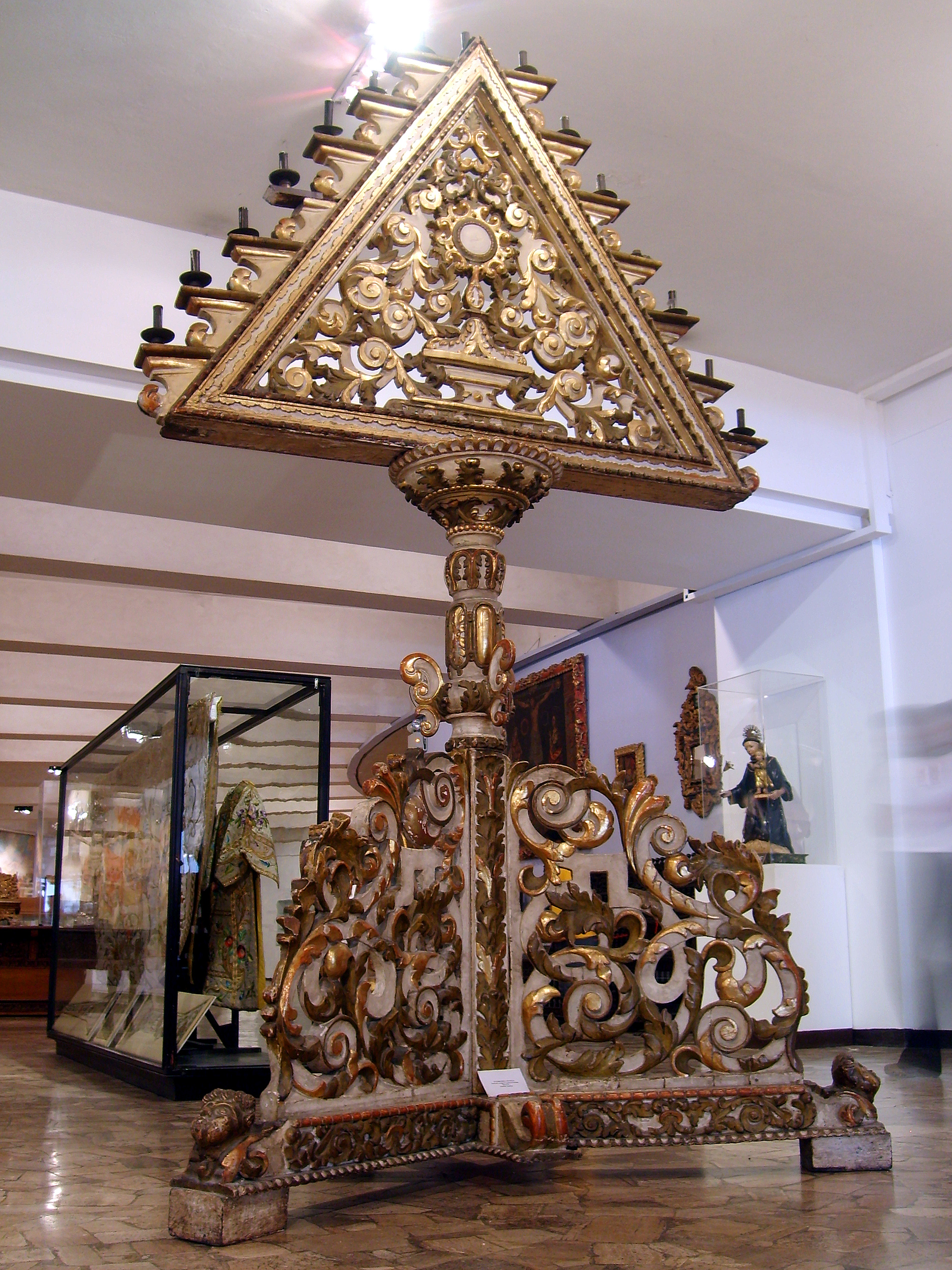
Tenebrario colonial que perteneció a la Catedral Metropolitana de Santiago. Forma parte de la colección del Museo del Carmen de Maipú en Santiago de Chile.

Un tenebrario es un candelabro de forma triangular con quince velas, dispuestas escalonadamente, que se van apagando progresivamente durante el Oficio de tinieblas u Officium tenebrarum, en Semana Santa.
En este oficio de tinieblas se cantan los salmos y las Lamentaciones del profeta cristiano y judío Jeremías, y al término de cada uno se van apagando las velas, normalmente amarillas, de este singular candelabro situado en el presbiterio, empezando por el ángulo inferior derecho, quedando encendida solamente la más alta, que en algunos sitios suele ser blanca.
Hay testimonios de que el candelabro triangular para el oficio de tinieblas se usaba ya en el siglo VII, pues se menciona en un ordo de esa época publicado por Jean Mabillon; el número de velas ha variado en diferentes épocas y lugares; Amalario de Metz habla de veinticuatro velas y otros usaban tenebrarios de treinta, doce, nueve e incluso siete velas. En 1912, el tenebrario estaba hecho para sostener quince velas que, según el Caeremoniale Episcoporum (II, XXII, 4), debían ser de cera sin blanquear, aunque en algunas iglesias se usaba una vela blanca en el vértice del triángulo. Durante el servicio cada vela se apagaba al final de cada salmo alternativamente a cada lado del candelabro comenzando con la más baja. Como había nueve salmos en los maitines y cinco en los laudes, sólo se deja encendida la vela más alta del triángulo después de haber cantado todos los salmos.
Simboliza el día de la muerte de Jesucristo en la Cruz. Las quince velas representan a los once apóstoles, las tres Marías y la Virgen María, es decir, aquellos que acompañaron a Jesús en el día simbolizado. El triángulo mismo simboliza la Santísima Trinidad; para algunos, la vela más alta representa a Cristo, mientras que otros afirman que es la Santísima Virgen, la única que creyó en la Resurrección, y la extinción gradual de las demás tiene que ver con la fe menguante de apóstoles y discípulos. 